# Falter (motorfiets)
Falter is een Duits historisch merk van motorfietsen.
De bedrijfsnaam was: Falter-Fahrradwerke M. & L. Tallart, Bielefeld.
Aanvankelijk produceerde Falter vanaf 1954 scooters met 98cc-Fichtel & Sachs-tweetaktmotoren, maar al snel volgden ook mofas en mopeds met motoren van Sachs, ILO en Zündapp. In 1959 werd de productie beëindigd.